# Club Deportivo San José
Club Deportivo San José é uma agremiação esportiva boliviana, sediada na cidade de Oruro. Atualmente disputa a Primera A (AFO), espécie de divisão regional de acesso, tendo sido campeão nacional nos anos de 1955, 1995, 2007 e 2018. 
O político Evo Morales é um torcedor ilustre da equipe.

## História

### Era semiprofissional
Foi fundado a 19 de março de 1942, nascendo nos acampamentos da Mina San José graças à iniciativa do Sr. Harry A. Keegan, administrador da mina. O nome surgiu pelo fato de ser fundado no acampamento mineiro de mesmo nome e, principalmente, por que esse dia é o dedicado a São José na religião católica.
Nesse mesmo ano, o clube é inscrito na Asociación de Fútbol de Oruro (AFO) onde já havia outras equipes históricas, como: Oruro Royal (decano do futebol da Bolívia), Bolívar Nimbles, American de Machacamarca, Internacional, Ingenieros de la Facultad Nacional de Ingeniería y White Stars entre outras. Porém, o clube ficou estagnado por alguns anos, devido à Segunda Guerra Mundial.
Com a inclusão de clubes de outras cidades no futebol na capital La Paz, no ano de 1954, San José foi a primeira equipe de Oruro a participar destes novos desafios. O clube foi o primeiro time fora da capital a ganhar um campeonato na capital, em 1955 Campeonato Paceño Integrado ( torneio da cidade de La Paz que contava com clubes da própria La Paz, de Oruro e de Cochabamba). Foi essa equipe, formada por Bonifacio, Agreda, Juan Pedro Valdivia, Silvano Valdivia, Armando Escobar, os irmãos Humberto e Jacinto Murillo, Benjamin Maldonado e Arévalo, que gerou o apelido de Los Húngaros, em alusão à aquela seleção que dominou o futebol na década de 1950. O San José chegou a participar de por alguns anos nos torneios Paceños, mas acabou retornando à AFO. 
Com a fama adquirida nos torneios na capital, a equipe tornou-se mais popular até que o Oruro Royal, que por ser a primeira equipe de futebol da Bolívia, era a equipe com maior torcida em Oruro.

## Era profissional
O San José, posteriormente, foi um dos times fundadores da Liga del Fútbol Profesional Boliviano na década de 1970. Nos primeiros anos dessa competição, a equipe conseguiu bons resultados, porém sem títulos. Nos anos seguintes, a situação piorou e o San José não conseguiu mais do que campanhas ruins.
A década de 90 foi a mais vitoriosa do clube. Além de dois vice-campeonatos bolivianos seguidos, em 1992 e 1993, o clube foi pela primeira vez campeão em 1995.
O início dos anos 2000 não foi muito bom para o clube, que chegou a jogar a Segunda Divisão boliviana (retornando à elite com o título em 2001), mas em 2007 o clube conseguiu ser novamente campeão nacional.

### Tragédia no estádio de Oruro
Em 20 de fevereiro de 2013, numa partida contra o Corinthians válida pela Copa Bridgestone Libertadores da América, alguns torcedores corintianos foram acusados de matar o jovem Kevin Beltrán Spada, torcedor de 14 anos do San José. O motivo teria sido por causa do gol marcado pelo Corinthians, quando os torcedores visitantes dispararam um sinalizador que atingiu o olho direito do jovem, que faleceu pouco depois do ocorrido. Os 12 torcedores acusados foram presos em Oruro, na Bolívia, posteriormente foram soltos.

### De frequentador de Libertadores ao rebaixamento para Segunda Divisão Boliviana
Apesar do último título nacional do San José em 2018, os problemas fora de campo, como atrasos salariais e dívidas com ex-jogadores e funcionários, passaram a ser uma dor de cabeça para a equipe de Oruro, onde teve que encarar uma das temporadas mais difíceis de sua história. Mesmo assim, em 2019, a equipe boliviana participou da Copa Libertadores, onde caiu num grupo com Flamengo, LDU de Quito do Equador e Peñarol do Uruguai, mas a participação do clube foi muito ruim, sendo assim eliminado da competição na fase de grupos. Dali em diante, o San José começou a mergulhar numa gigantesca crise financeira, que se agravaria nos anos seguintes. 
Ainda em 2019, a equipe passou viver uma verdadeiro rodízio de presidentes por conta de problemas financeiros e administrativos. Em novembro do mesmo ano, o presidente do San José, Wilson Martinez, decidiu renunciar ao cargo depois de protestos da maioria absoluta da torcida e da oposição. A alegação do então presidente foi problemas pessoais, mas segundo a imprensa da Bolívia, o real motivo da renúncia foi a crescente dívida do clube, que estava estimada em mais de 2 milhões de dólares. 
No lugar de Wilson Martinez, o vice Carlos Strada assumiu a presidência da equipe, todavia, seu mandato durou menos de uma semana, e assim como o seu antecessor, Carlos Strada renunciou seu cargo.
Sem direção, já no mês seguinte, em dezembro, jogadores e torcedores do San José assumiram a administração da equipe, para tentar reconstruir a equipe aos poucos, até que eles forem escolhidos um novo presidente. Mas isso não adiantou, pois, a partir de 2020, os diversos patrocinadores e jogadores começaram a sair do clube devido às pessimas administrações, além da chegada da Pandemia de COVID-19 que paralisou o futebol boliviano por vários meses e de diversas trocas de presidentes durante a temporada, complicaram de vez a situação do clube de Oruro, que passou a viver a real possibilidade de fechar as portas.
Em 2021, após quase anunciar sua saida do futebol profissional, o San José vem sendo administrado por um tribunal de honra, formado por sócios torcedores, que tentam manter o clube vivo, mas, por conta das dívidas, a equipe foi penalizado pela Federação Boliviana com a perda de 12 pontos, e como consequência, acabou rebaixado para Segunda Divisão Boliviana, junto com o Real Potosí.

## Títulos

### Nacionais
- Campeonato Boliviano: 4 vezes (1955, 1995, 2007-Clausura e 2018-Clausura Bolívar: 2001.

## Estádio Jesús Bermúdez
O estádio tem esse nome em homenagem ao ex-goleiro da seleção boliviana Jesús Bermúdez, natural da cidade de Oruro. 
Inaugurado em 1955, encontra-se na zona norte da cidade de Oruro, localiza-se a uma altitude de 3.702 em relação ao nível do mar e possui capacidade de 33.000 lugares,

## Retrospecto em competições oficiais

### Copa Libertadores da América
- Participações: 1992 , 1993, 1996,  2008, 2013, 2015, 2019 e 2020

- Melhor Desempenho: Segunda fase 1996
- Maior Goleada Sofrida: Santos 7x0 San José (Libertadores 2008)
- Maior Vitória : San José 2 x 0 Atlético Junior (Libertadores 1993), San José 2 x 0 Millionarios (Libertadores 2013)